# Фрідріх Візер
Фрідріх Візер (нім. Friederich Wieser) — австрійський футболіст, що грав на позиції воротаря. Відомий виступами у складі клубів «Адміра». Чемпіон Австрії і володар кубка Австрії 1928 року.

## Клубна кар'єра
У складі клубу «Адміра» (Відень) почав грати у сезоні 1919–1920. Протягом трьох наступних сезонів був основним гравцем команди. У 1923 році в клубі з'явився новий Фрідріх Францль, Візер почав грати рідше. Три сезони воротарі час від часу змінювали один одного у основі. Але уже у чемпіонському 1927 році Францль остаточно витіснив Візера з основи, який зіграв лише у одному офіційному матчі у кубку країни. Наступного сезону «Адміра» знову перемогла у чемпіонаті, випередивши на три очка «Рапід». Цього разу Візер зіграв у одному матчі сезону, тому може вважатися чемпіоном. Також клуб здобув кубок Австрії. На рахунку запасного воротаря також лише одна гра у тому розіграші - у 1/16 фіналу проти клубу «Баумгартен» (12:0).
Загалом у складі «Адміри» зіграв у національній першості 93 матчі.

## Виступи за збірну
У першій збірній Австрії жодного разу так і не зіграв. Натомість виступав у складі збірної Відня, за яку також грали провідні гравці країни. У серпні 1923 року захищав ворота столичної команди у поєдинку проти збірної Братислави, що завершився виїзною перемогою австрійців з рахунком 1:0.

## Статистика

### Статистика клубних виступів
| Клуб              | Сезон | Чемпіонат | Чемпіонат | Кубок | Кубок | Всього | Всього |
| Клуб              | Сезон | Матчі     | Голи      | Матчі | Голи  | Матчі  | Голи   |
| ----------------- | ----- | --------- | --------- | ----- | ----- | ------ | ------ |
| «Адміра» (Відень) |       |           |           |       |       |        |        |
| 1919–1920         | 2     | 0         | 0         | 0     | 2     | 0      |        |
| 1920–1921         | 16    | 0         | ?         | ?     | 16+   | 0      |        |
| 1921–1922         | 24    | 0         | 4         | 0     | 28    | 0      |        |
| 1922–1923         | 22    | 0         | 3         | 0     | 25    | 0      |        |
| 1923–1924         | 10    | 0         | 1         | 0     | 11    | 0      |        |
| 1924–1925         | 8     | 0         | 0         | 0     | 8     | 0      |        |
| 1925–1926         | 10    | 0         | 3         | 0     | 13    | 0      |        |
| 1926–1927         | 0     | 0         | 1         | 0     | 1     | 0      |        |
| 1927–1928         | 1     | 0         | 1         | 0     | 2     | 0      |        |
| Всього            | 93    | 0         | 13+       | 0     | 106+  | 0      |        |

## Досягнення
- Чемпіон Австрії (1): 1928
- Володар кубка Австрії (1): 1928